# Solar Palmeiro
El Solar Palmeiro, inicialmente denominado Solar Palmeiro de Fontoura es un edificio histórico ubicado en el centro histórico de la ciudad de Porto Alegre, Brasil. Desde el 2011 fue alquilado para albergar las actividades del Espacio Cultural Nueva Acrópolis.

## Historia de la mansión
El solar fue construido en 1790 por la tradicional familia Carneiro da Fontoura y consistía en una mansión de estilo colonial portugués. En 1850, el coronel de la Guarda Nacional Bibiano José Carneiro da Fontoura, que fue proveedor de la Santa Casa de Misericórdia de Porto Alegre de 1841 a 1842 y de 1843 a 1845, y que era heredero de la propiedad, remodeló la casa solariega, y esta pasó a tener rasgos neoclásicos pero manteniendo el estilo colonial portugués. El coronel Bibiano José Carneiro da Fontoura se casó con doña Bibiana Francisca da Fontoura Palmeiro, miembro de la tradicional familia Palmeiro. Las familias se unieron (por segunda vez, ya que también se habían unido generaciones antes) y los descendientes comenzaron a utilizar el nombre Palmeiro da Fontoura.
En 1920, la casa solariega fue remodelada por la familia con proyecto de Ricardo Wirth y decoración de Alfredo Staege y Fernando Corona. Se convirtió entonces en una mansión de estilo ecléctico, representativo de la arquitectura aristocrática de la época. Consta de tres plantas y una fachada muy rica en ornamentos y volúmenes diferenciados, destacando el gran balcón con balaustrada del piso superior, cobijado bajo un arco y los dos pequeños volúmenes que sobresalen a los lados, con cubiertas metálicas de media cúpula. En el lado izquierdo se encuentra la entrada principal, con una escalera que conduce a un pórtico. La mansión aún conserva el antiguo jardín, donde hay una dependencia que servía de lugar de esparcimiento y juego para los residentes.
El Dr. Hélio de Sá Palmeiro da Fontoura (1906-1981) fue el último residente de la mansión, que sigue siendo propiedad de la familia.
Posteriormente fue alquilada para albergar un restaurante, la sede de un partido político y, en 1995, fue completamente restaurada para acoger el evento Casa Cor.Durante algunos años albergó la Secretaría de Cultura del Estado de Río Grande ddel Sur y, tras permanecer desocupado durante un tiempo, desde octubre de 2011 se alquiló para convertirse en la sede de la Asociación Cultural Nueva Acrópolis de Porto Alegre.

## Espacio Cultural

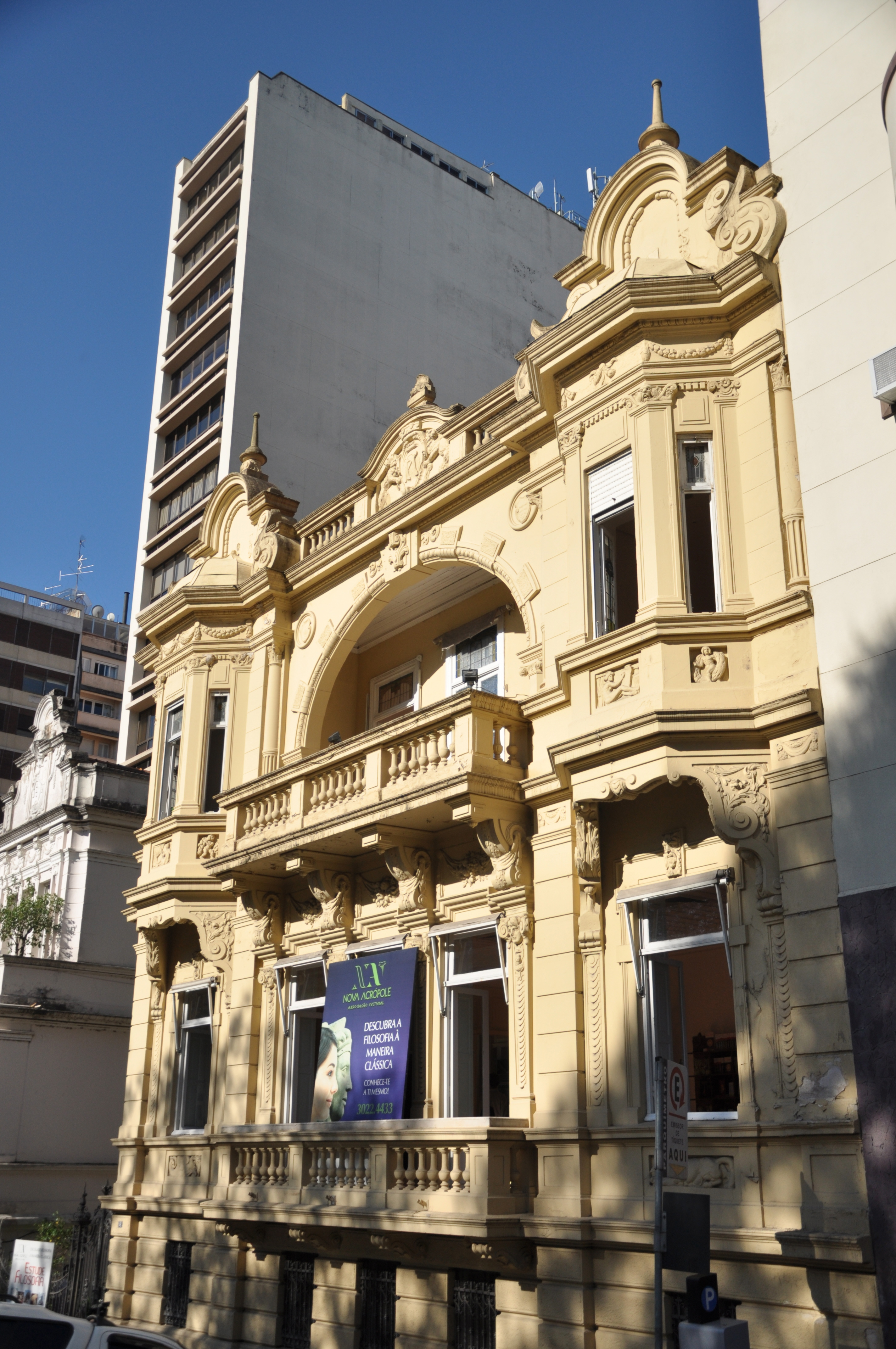
Solar Palmeiro - sede de la Nueva Acrópolis de Porto Alegre

A través del trabajo especializado de voluntarios de la Asociación Cultural Nueva Acrópolis, surgió el proyecto del Centro Cultural Nova Acrópole en Solar Palmeiro. Entre las actividades del centro destacan:
- Ofrecer un espacio cultural diferenciado a la comunidad de Porto Alegre.
- Colaborar con el proceso de revitalización del Centro Histórico de Porto Alegre.
- Clases y talleres de música, ciencias, artes escénicas y visuales.
- Cursos de filosofía para niños, adolescentes y adultos.
- Charlas semanales sobre temas de interés para la comunidad, como ecología, filosofía, educación, sostenibilidad, salud, etc.
- Ofrecer un entorno con librería, biblioteca, exposiciones, taller y ludoteca.
- Clases de artes marciales filosóficas Nei Kung a través del Instituto Bodhidharma.

Presente en Porto Alegre desde hace 25 años, la Nueva Acrópolis se unió a las tres sedes existentes en la ciudad, trasladándose a Solar Palmeiro y así comenzó el proyecto del Espacio Cultural Nueva Acrópolis. Como forma de valorizar el patrimonio, la historia y el turismo del municipio, el 9 de noviembre de 2011 se celebró una conferencia titulada Solar Palmeiro - el centro de Porto Alegre en evidencia. El 10 de mayo de 2012 tuvo lugar el prelanzamiento del Espacio Cultural Nueva Acrópolis como forma de iniciar oficialmente las actividades culturales ofrecidas por Nueva Acrópolis en el lugar.